# پرچم پرستاره
پرچم پُرستاره یا پرچم ستاره‌نشان (به انگلیسی: The Star Spangled Banner) نام سرود ملی ایالات متحده آمریکاست.

## پیشینه
این سرود در سال ۱۸۱۴ توسط فرانسیس اسکات کی نوشته شد، و به زبان‌های دیگر نیز خوانده شده‌است. موضوع سرود در مورد پایداری پرچم آمریکا در قلعه مک هنری در بالتیمور، و اهتزاز آن در برابر توپخانه ناوهای بریتانیا درون خلیج چساپیک در جنگ ۱۸۱۲ علیه بریتانیا است.

## متن سرود
این سرود دارای ۴ بند است. اما امروزه فقط بند اول آن را (به‌دلیل طولانی شدن سرود) می‌خوانند. متن اصلی به همراه ترجمه غیررسمی فارسی (فقط بند اول):

### بند اول
- ترجمه‌ای دیگر از بند اول سرود ملی ایالات متحده آمریکا

## آوا
|  |  |

## نگاره‌ها

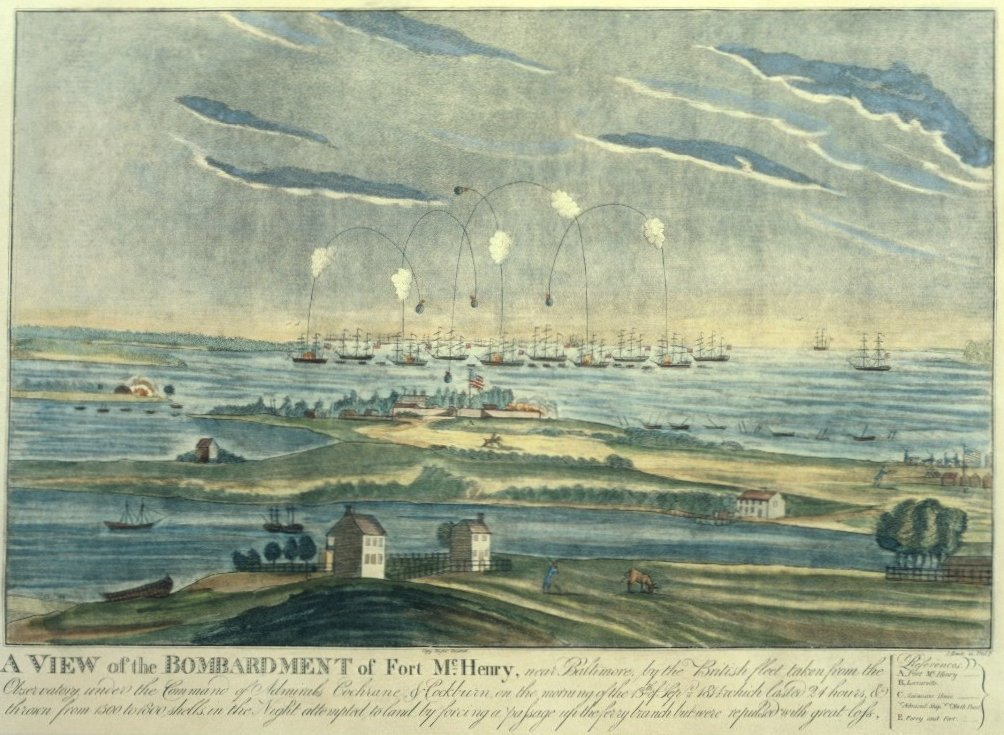
نقاشی از جنگ فورت مک‌هنری (نبردی که این سرود را فرانکیس سکا ت کی نوشت)
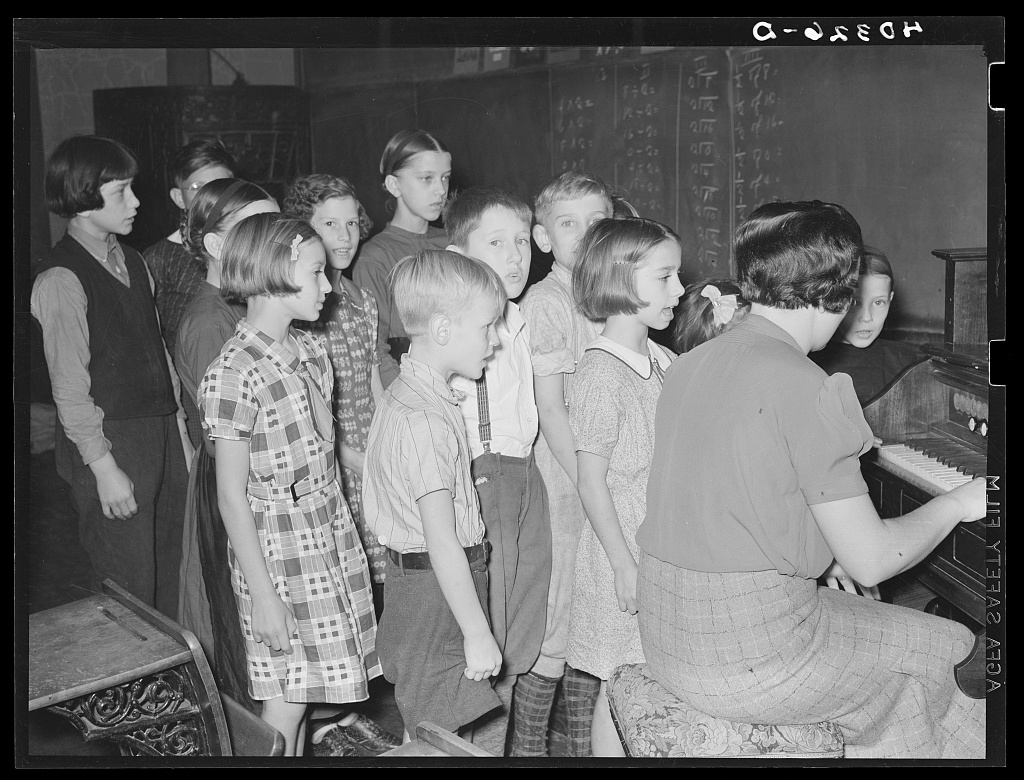
کودکان در حال آموزش سرود ملی آمریکا در دبستانی در پنسیلوانیا در سال ۱۹۳۸
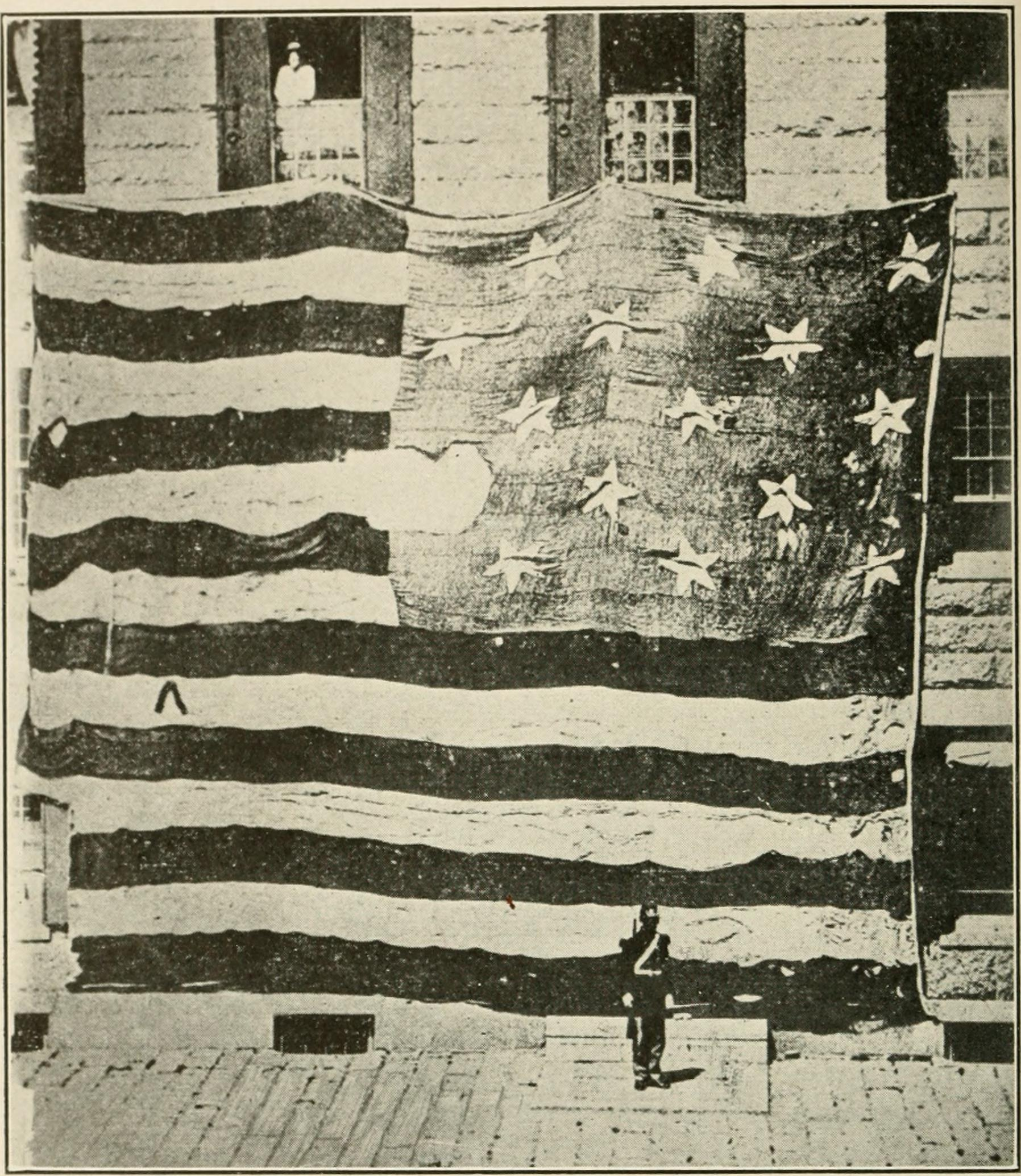
پرچم پرستاره بر فراز فورت مک‌هنری ۱۸۱۴